# Phylloscopus amoenus
El mosquitero de Kulambangra (Phylloscopus amoenus) es una especie de ave paseriforme de la familia Phylloscopidae endémica de la isla de Kulambangra, en las Islas Salomón.

## Distribución y hábitat
Se encuentra únicamente en los bosques del volcán del interior de la isla de Kulambangra.